# The Simpsons: Bart vs. the World
The Simpsons: Bart vs. the World (Japans: バートワールド) is een computerspel dat werd ontwikkeld door Imagineering en uitgegeven door Acclaim Entertainment. Het spel is gebaseerd op de animatieserie The Simpsons. Het spel kwam in 1991 uit voor de NES. Later volgde ook andere homecomputers.

## Verhaal
Het spel draait om de familie Simpson die bij de Krusty the Clown show een wereldwijde scavenger hunt winnen. Dit alles is echter een plan gesmeed door Mr. Burns om zich te ontdoen van de Simpsons, en zo wraak te nemen voor alle problemen die ze hem hebben bezorgt. Hij stuurt zijn agenten eropuit om de Simpsons tijdens hun reis om te brengen.
De speler kan enkel met Bart Simpson spelen. De overige Simpsons hebben cameo’s in het spel. De speelwijze is gelijk aan die van het spel The Simpsons: Bart vs. the Space Mutants.

## Platforms
| Jaar | Platform                                  |
| ---- | ----------------------------------------- |
| 1991 | NES                                       |
| 1993 | Amiga, Atari ST, Game Gear, Master System |

## Ontvangst
Het spel werd met gemengde reacties ontvangen, maar veel tijdschriften prezen het spel daar de plot realistische was dan dat van het vorige Simpson spel (waarin Bart eigenhandig een alien invasie stopte).
| Beoordeeld door  | Platform  | Datum           | Score |
| ---------------- | --------- | --------------- | ----- |
| GamePro (USA)    | NES       | december 1991   | 80%   |
| Amiga Games      | Amiga     | maart 1993      | 77%   |
| N-Force          | NES       | juni 1992       | 73%   |
| Power Unlimited  | Game Gear | januari 1994    | 70%   |
| Joystick (Frans) | NES       | februari 1993   | 68%   |
| Game Players     | Game Gear | maart 1994      | 62%   |
| All Game Guide   | NES       | 1998            | 50%   |
| Video Games      | NES       | augustus 1992   | 42%   |
| Amiga Joker      | Amiga     | maart 1993      | 42%   |
| Defunct Games    | NES       | 4 februari 2012 | 25%   |

Homer Simpson · Marge Simpson · Bart Simpson · Lisa Simpson · Maggie Simpson · Abraham Simpson · Patty en Selma Bouvier · Jacqueline Bouvier · Mona Simpson · Santa's Little Helper · Snowball II · Familie Bouvier
Jasper Beardley · Comic Book Guy · Eddie en Lou · Maude Flanders · Ned Flanders · Professor Frink · Barney Gumble · Julius Hibbert · Lionel Hutz · Eerwaarde Lovejoy · Kapitein Horatio McCallister · Hans Moleman · Bleeding Gums Murphy · Apu Nahasapeemapetilon · Mayor Joe Quimby · Dr. Nick Riviera · Agnes Skinner · Cletus Spuckler · Squeaky Voiced Teen · Disco Stu · Moe Szyslak · Kirk Van Houten · Luann Van Houten · Chief Clancy Wiggum
Gary Chalmers · Rod en Todd Flanders · Jimbo Jones · Kearney · Edna Krabappel · Otto Mann · Nelson Muntz · Martin Prince · Seymour Skinner · Milhouse Van Houten · Ralph Wiggum · Groundskeeper Willie · andere studenten
Montgomery Burns · Carl Carlson · Lenny Leonard · Waylon Smithers
Itchy en Scratchy · Kent Brockman · Krusty de Clown · Troy McClure · Rainier Wolfcastle · Radioactive Man
Snake · Kang & Kodos · Sideshow Bob · Fat Tony
Treehouse of Horror
Bart vs. the World · Bart Simpson's Escape from Camp Deadly · The Simpsons Arcadespel · Bart vs. the Space Mutants · Bart's House of Weirdness ·Bart vs. The Juggernauts · Krusty's Fun House · Bartman Meets Radioactive Man · Bart's Nightmare · The Itchy and Scratchy Game · Virtual Bart · Bart and the Beanstalk · Itchy & Scratchy in Miniature Golf Madness · Cartoon Studio · Virtual Springfield · Night of the Living Treehouse of Horror · Bowling · Wrestling · Road Rage · Skateboarding · Hit & Run · The Simpsons Game · The Simpsons: Tapped Out
The Simpsons · The Simpsons Pinball Party
Strips: Simpsons Comics · Bart Simpson serie · Itchy & Scratchy Comics · Bart Simpson's Treehouse of Horror · Futurama/Simpsons Infinitely Secret Crossover Crisis
Tijdschrift: Simpsons Illustrated
Boeken: Bart Simpson's Guide to Life · Family Album · Library of Wisdom · Complete Guides · Planet Simpson · The Simpsons and Philosophy
Actiefiguurtjes: World of Springfield
The Simpsons Movie
Bankgrap ·
Canyonero · 
D'oh! · 
Duff Beer · 
Schoolbordgrap · 